# Clément-Marie-Marcel Dornier
Clément-Marie-Marcel Dornier, francoski general, * 1881, † 1975.